# 犬頜獸屬
犬頜獸屬（學名：Cynognathus），也称犬頭龍，是三疊紀中期的一类肉食性犬齒獸類，身長約1公尺長。犬頜獸屬於真犬齒獸類，真犬齒獸類是最類似哺乳類的一群似哺乳爬行動物。犬頜獸屬幾乎分布於非洲、南美洲、南極洲發現化石。

## 命名

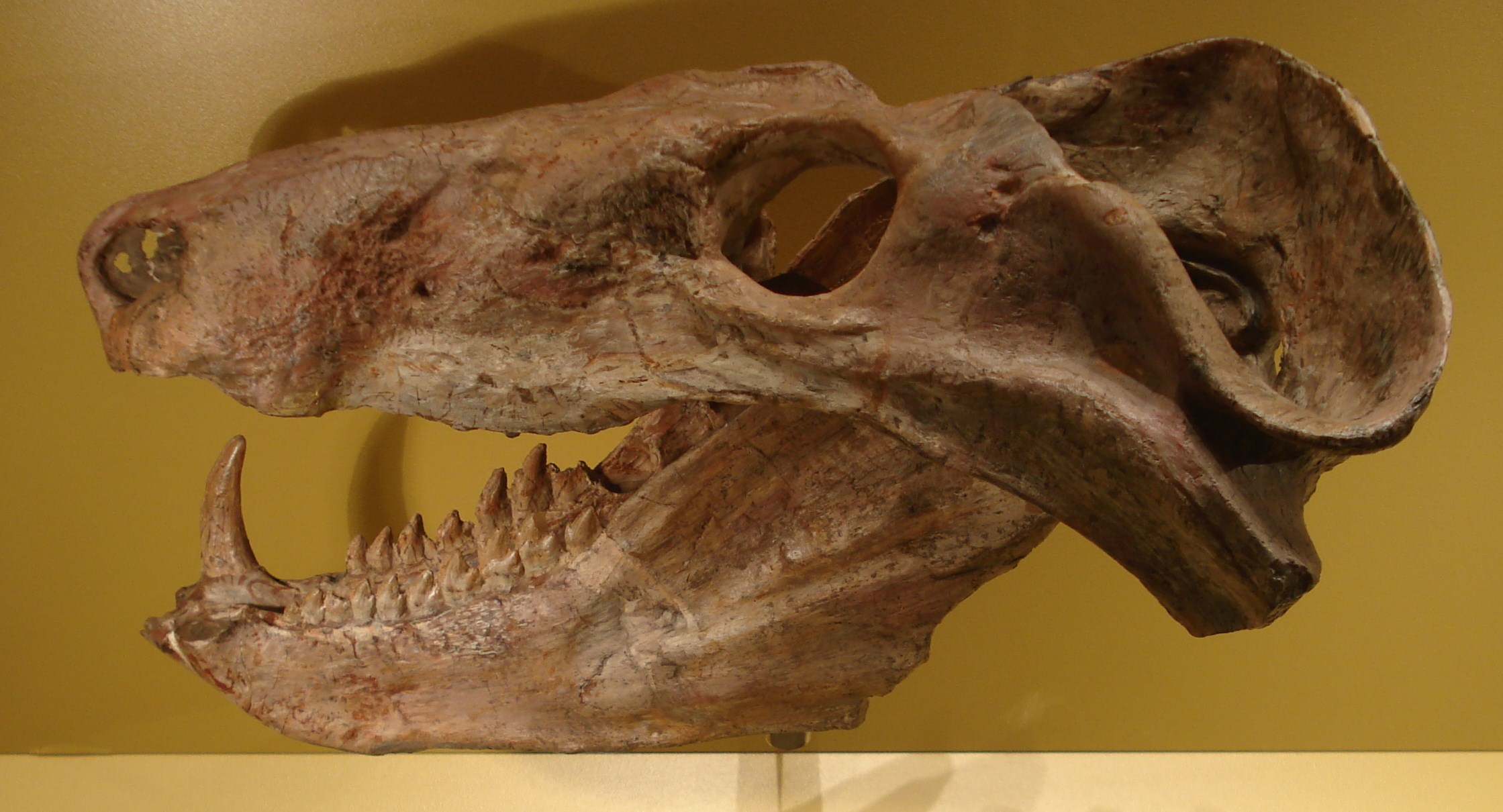
犬頜獸的頭顱骨

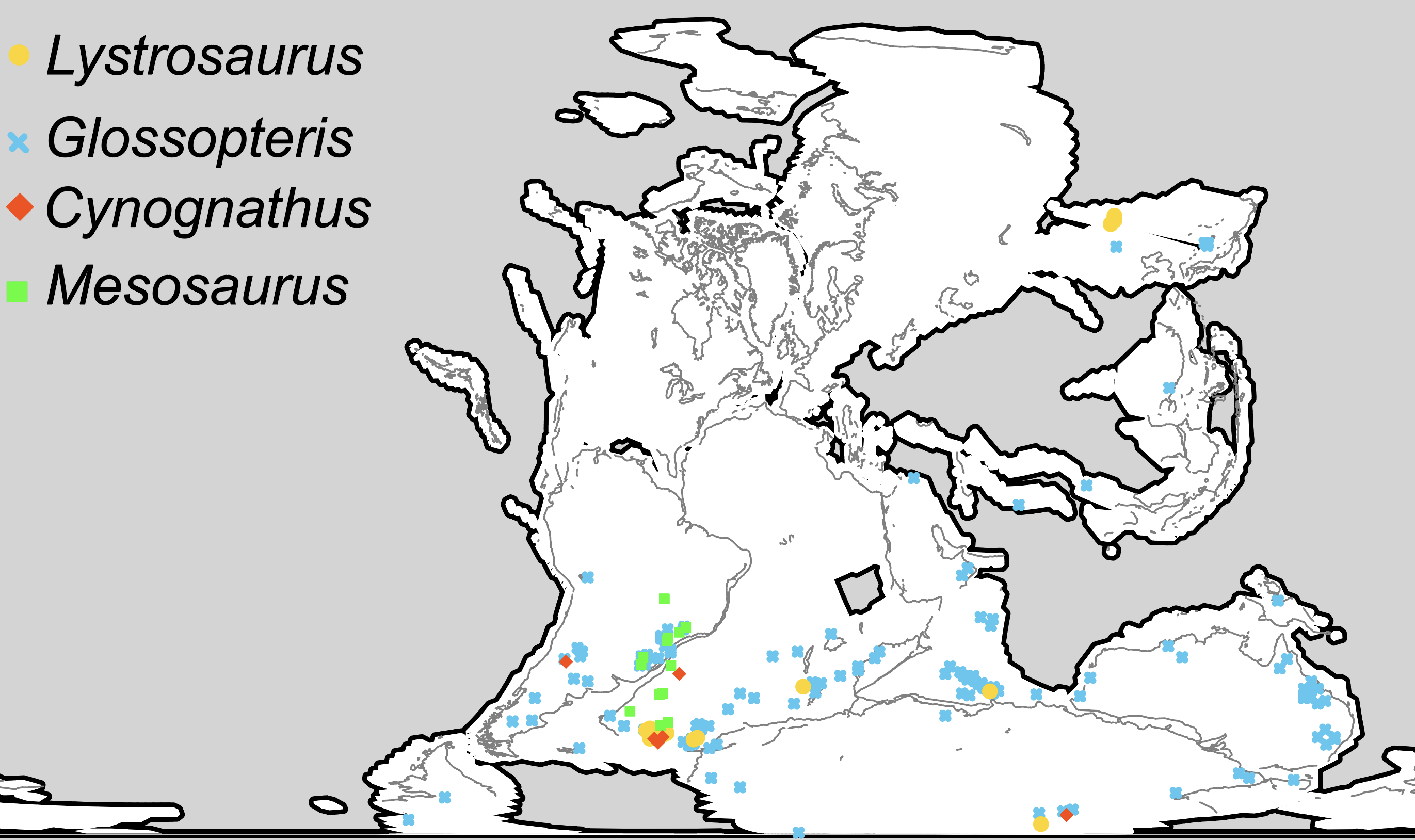
二叠纪三叠纪期间的重要代表化石分布，被視為是大陸漂移的證據：
犬颌兽属（Cynognathus）
中龍屬（Mesosaurus）
水龍獸屬（Lystrosaurus）
舌羊齿属（Glossopteris）

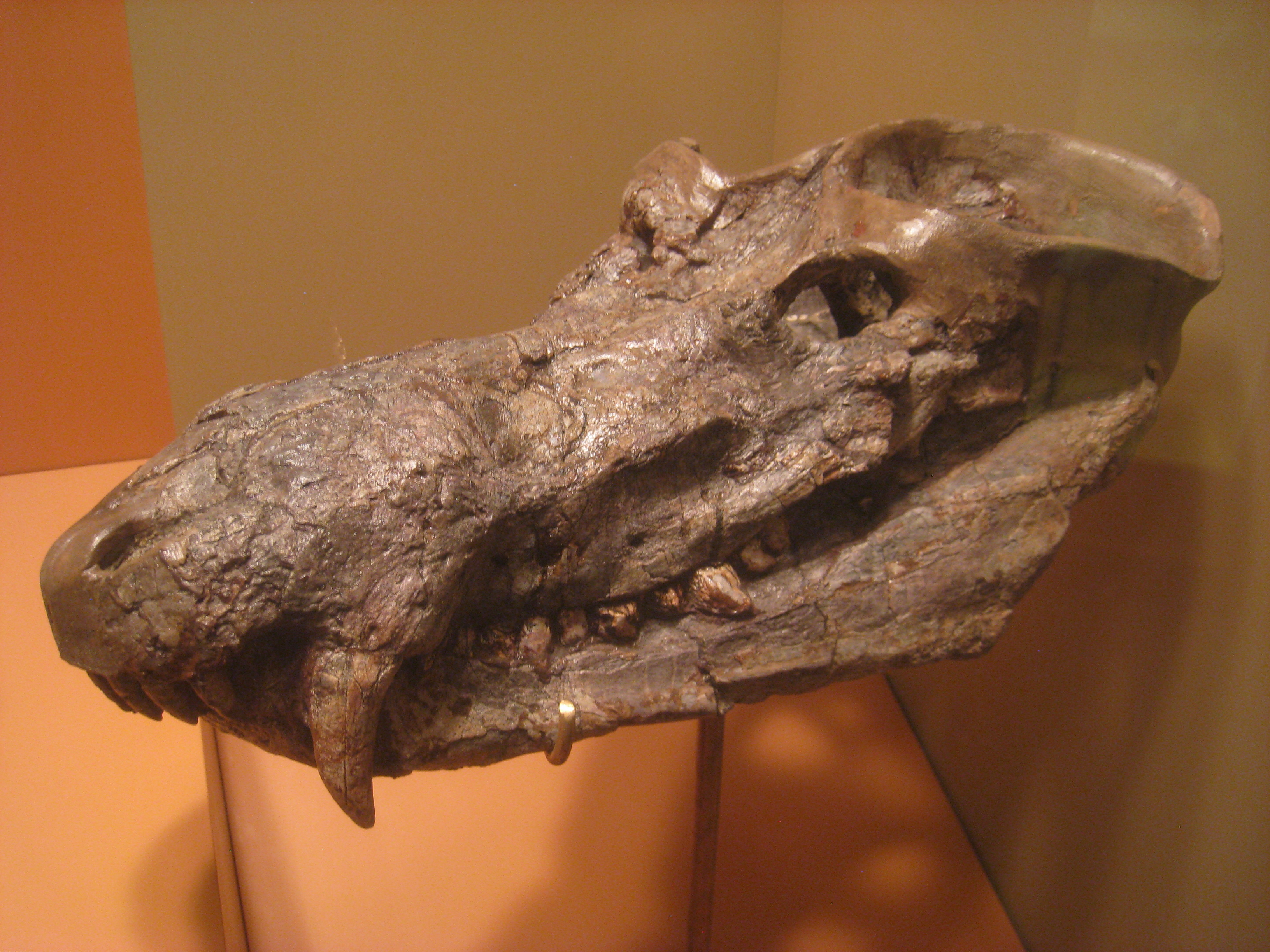
C. crateronotus的頭顱骨

犬頜獸的模式種是C. crateronotus，是由哈利·絲萊在1895年敘述、命名。屬名意為「狗下頜」，有許多屬目前都是犬頜獸的異名，例如：Cistecynodon、Cynidiognathus、Cynogomphius、Karoomys、Lycaenognathus、Lycochampsa、Lycognathus、以及Nythosaurus。此外在1876年，理查·歐文（Richard Owen）根據耶魯大學畢巴底自然歷史博物館的化石，將這群動物命名為Nythosaurus，這名稱目前看來與犬頜獸毫無關聯。犬頜獸屬是犬頜獸科（Cynognathidae）的目前唯一物種。有研究質疑這些化石是否都屬於犬頜獸屬。
Karoomys、Cistecynodon、Nythosaurus的化石都是幼年個體，而發現於巴利亞利群島的Lycognathus化石，可能是種被錯誤鑑定的蛇。

## 地理分布與年代
犬頜獸的化石已在南非賴索托的卡魯盆地、阿根廷的Puesto Viejo組地層、南極洲的Fremouw組地層、以及中國等地發現。
犬頜獸存活在三疊紀中期。

## 特徵
犬頜獸的頭顱骨長30公分，身長估計約為1公尺。犬頜獸具有寬口鼻部、銳利牙齒。犬頜獸的四肢直立於身體下方，類似現代哺乳動物，但前肢略朝向兩側。某些現存原始哺乳動物，仍保用這種半直立、半延展式步態。
犬頜獸的齒骨有特化的不同牙齒，顯示犬頜獸能在吞嚥食物前有效地處理食物。犬頜獸的嘴部裡有次生顎，顯示犬頜獸在吞嚥時，可以同時呼吸。腹部區域缺少肋骨，顯示犬頜獸具有重要的橫膈膜，橫膈膜是一個對於哺乳類非常重要的肌肉。口鼻部骨頭上的洞孔與管，顯示該處有集中的神經與血管的。對哺乳類而言，這種結構可能容納鬍鬚，鬍鬚可作為感應器官使用。所有這些特徵都顯示犬頜獸是種內溫性動物，是一種高代謝率的溫血動物，需要快速地處理食物與氧氣。